# Vože
Jezero Vože (rus. Воже), poznato i kao jezero Čarondskoje (rus. Чарондское), je jezero u sjevernom dijelu Vologodske oblasti u Rusiji. Površina jezera je 416 km2, a površina njegovog sliva je 6260 km2. Prosječna dubina je oko 2 metra (maksimalna dubina je 4.5 metara). Jezero Vože se ulijeva kroz rijeku Svid u jezero Lača, iz kojeg istječe rijeka Onega. Jezero se nalazi na ravnici, a obale su mu niske i močvarne. Najveća močvara, močvara Čaronda, nalazi se jugoistočno od jezera. U jezero Vože ulijeva se dvadesetak rijeka, uključujući Vožegu i Modlonu. Jezero se smrzava u listopadu - studenom (neki dijelovi se smrznu do samog dna) i ostaje zaleđeno do svibnja.
Administrativno, jezero je podijeljeno između Kirilovskog rajona (zapad) i Vožegodskog rajona (istok) Vologodske oblasti. Sjeverna obala pripada Kargopoljskom i Konošskom rajonu Arhangelske oblasti, ali granica između oblasti je povučena tako da se cijelo područje jezera nalazi u Vologodskoj oblasti. Po površini, Vože je treće prirodno jezero u Vologodskoj oblasti (iza Oneškog i Beloje jezera, a odmah ispred Kubenskog jezera) i četvrto jezero (također iza Ribinskog akumulacijskog jezera).
Povijesno gledano, jezero Vože nalazilo se na trgovačkoj ruti koja je spajala baze Volge i Onjege preko Šeksne.
Na jezeru se nalazi jedan veliki otok, Spaski otok. Na otoku se nalaze ruševine nekadašnjeg samostana.
Jedino naseljeno mjesto na obali jezera je selo Čaronda, bivše trgovačko naselje osnovano u 13. stoljeću, koje trenutno ima manje od deset stanovnika i gotovo je napušteno. Čaronda nema kopnene veze tijekom cijele sezone. Nekada se selo Vasiljevskaja nalazilo na sjevernoj obali jezera. Imao je željezničku stanicu, stanicu Svid, na željezničkoj pruzi koja je spajala naselje Jercevo i selo Sovza, smješteno zapadno od jezera. U Sovzi je djelovao niz logora, a željeznica se koristila za prijevoz drva. Godine 2006. zatvoreni su logori, Sovza je ukinuta, a željeznička pruga srušena. Selo Vasiljevskaja trenutno nema stalnog stanovništva.

## Vanjske poveznice
|  | Zajednički poslužitelj ima još gradiva o temi Vože |